# 補助動力装置

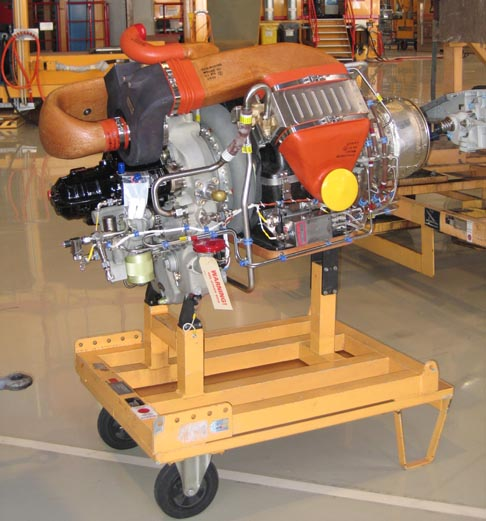
エアバス 318/319/320/321 で使われている補助動力装置 APIC APS3200

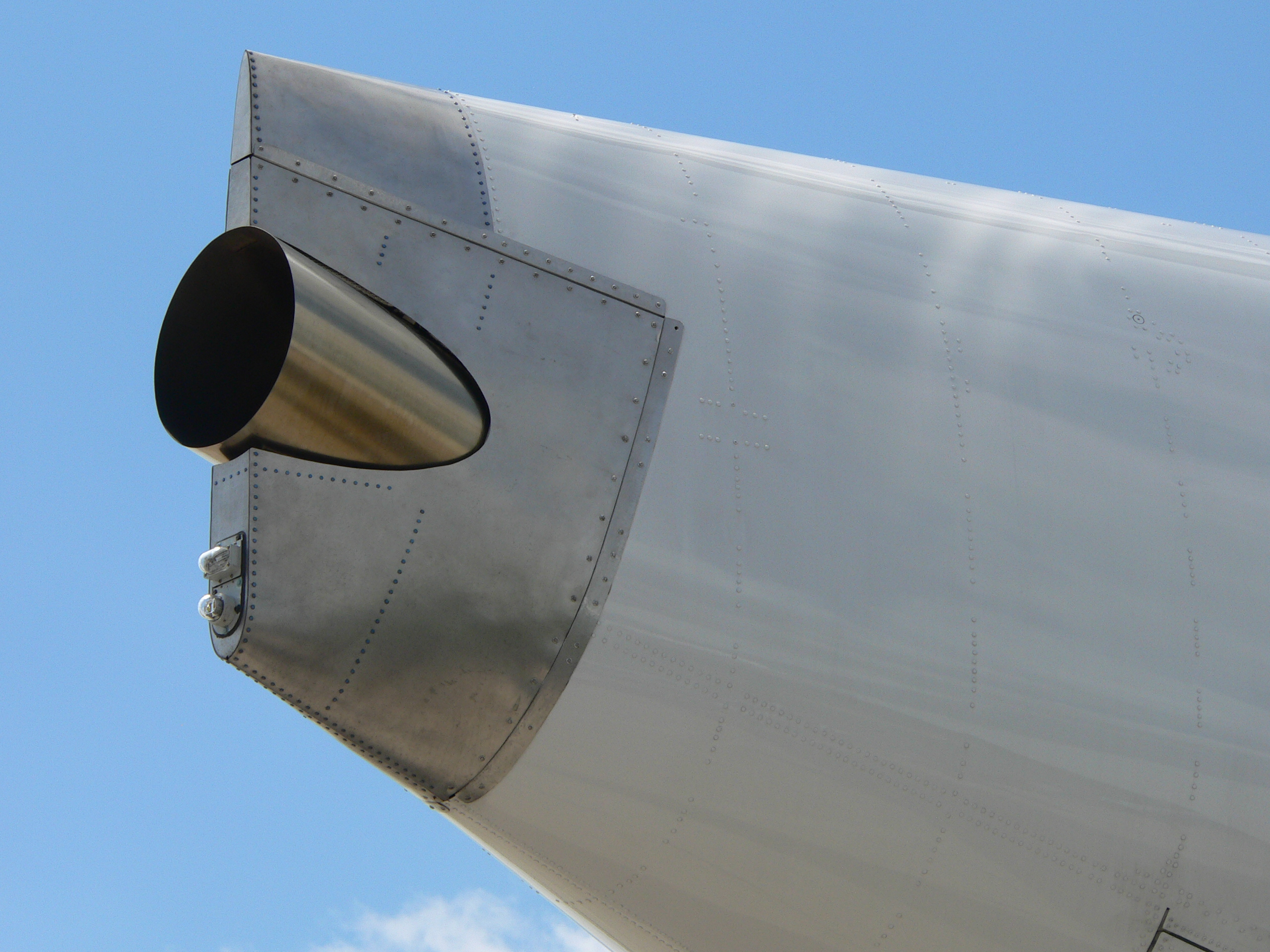
エアバスA380のテールエンドのAPU排気

補助動力装置（ほじょどうりょくそうち、英語: Auxiliary Power Unit; APU）とは、航空機の各部に圧縮空気や油圧、電力を供給するために推進用のエンジンとは別に搭載された小型のエンジンである。ジェットエンジンを起動するために必要な圧縮空気の供給、また駐機中における各装置（エアコンなど）への空気圧や電力等の動力の供給、といった用途に用いられる。

## 概要

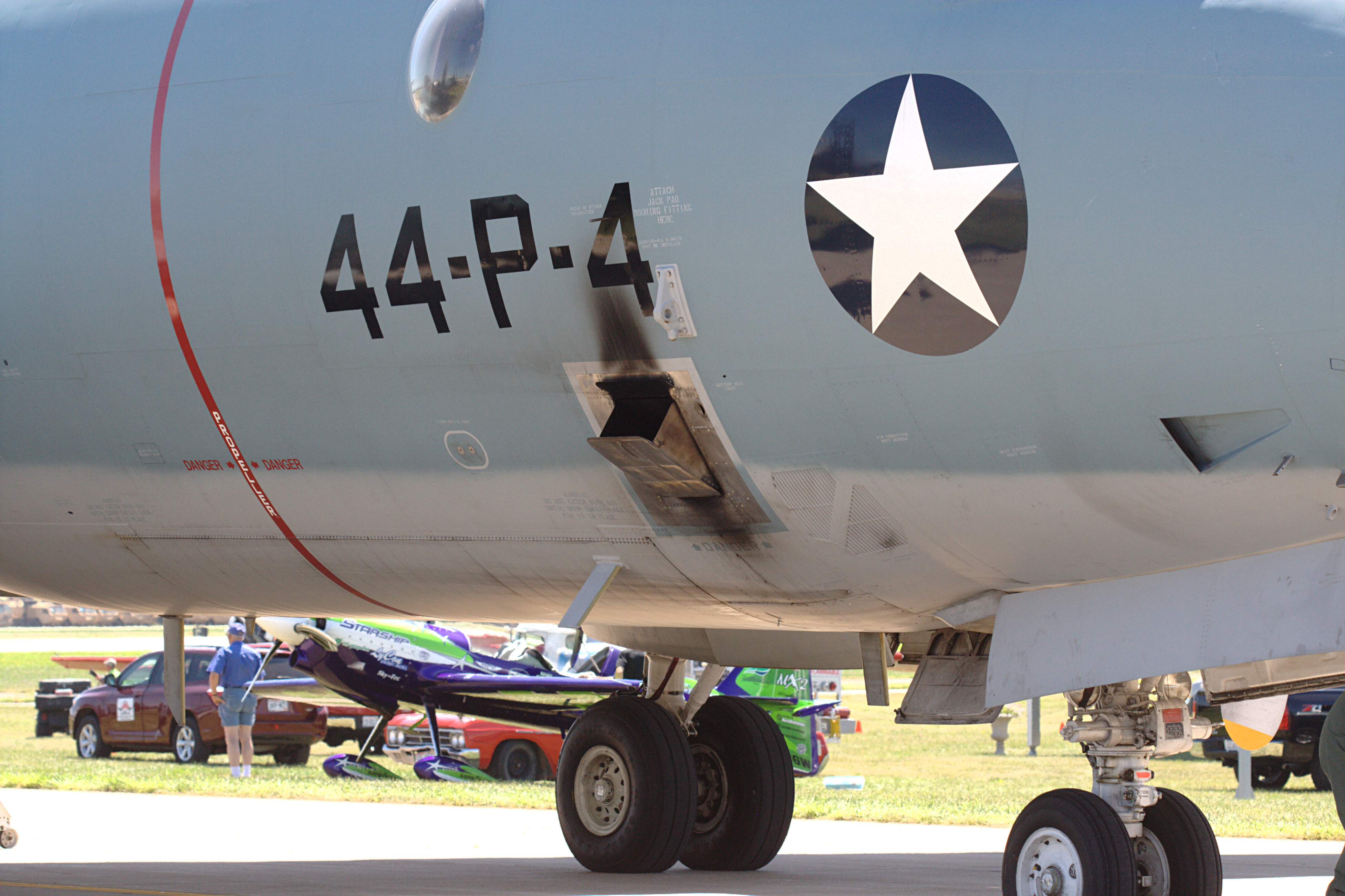
排気ガスで汚れたP-3CのAPU排気口

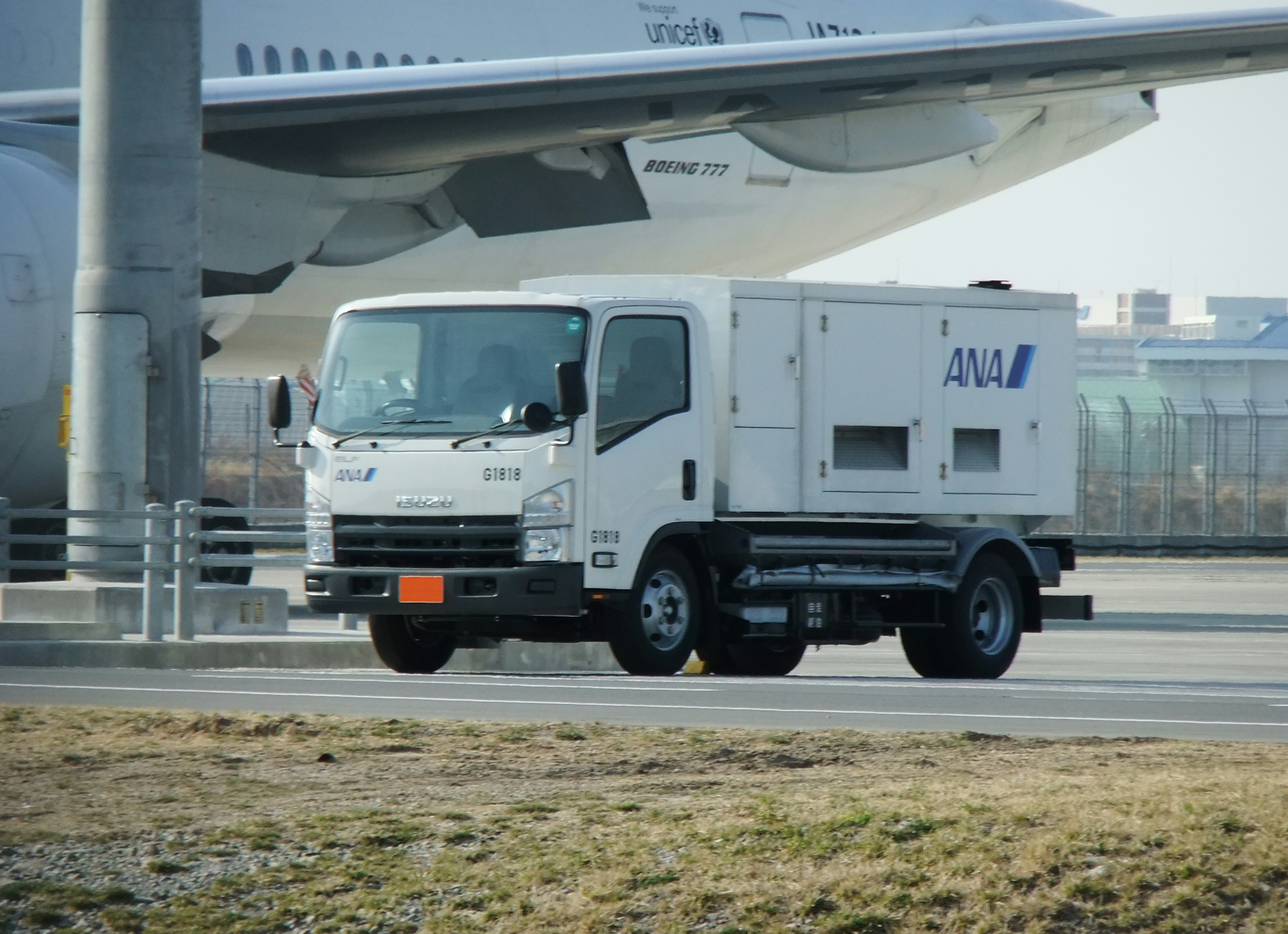
ANAの電源車（いすゞ・エルフの改造車）

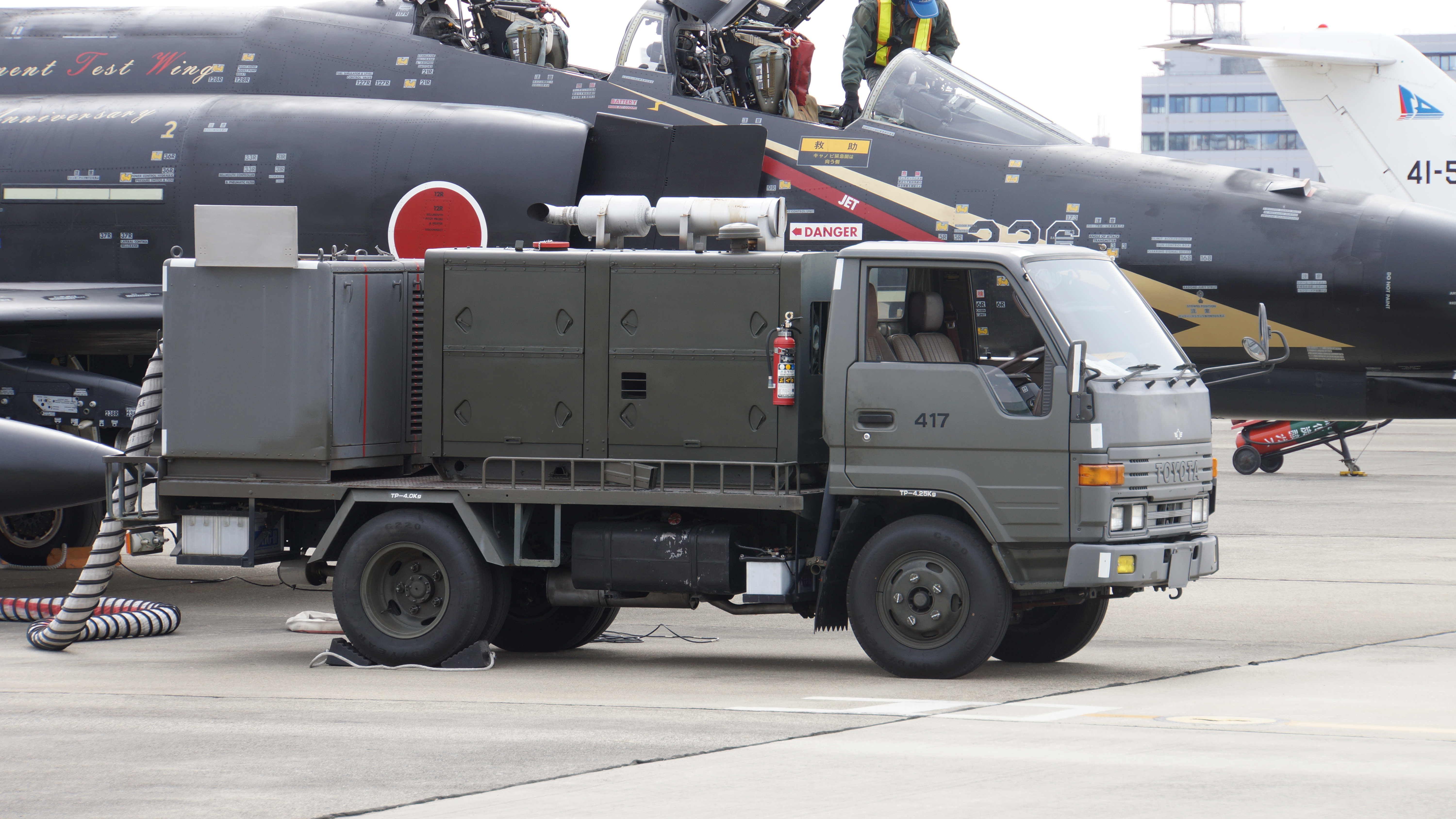
航空自衛隊の起動車（トヨタ・ダイナの改造車）

レシプロエンジンが使われていた時代には自動車と同じく自力でエンジン始動が可能だったが、ジェットエンジンは始動させるために圧縮空気が必要となった。またアビオニクスや機内設備の増加により安定した電源も必要となった。特に旅客機では規制強化により飛行中の再始動が求められ、航空会社からも空港での待機中にエンジンを停止しても空調や照明を維持することが求められた。このため推進用のエンジンとは別に小型のエンジンを搭載する旅客機が登場した。
APUを搭載していれば地上施設がなくとも単独でエンジンを始動することが可能な他、トラブルによりエンジンが停止しても自力で再始動が可能となり安全性が増した。
なおAPUを搭載していない場合や地上待機中の燃料消費を削減したい場合、待機中のAPU使用が制限されている場合は別途圧縮空気源や電源が必要となる。これらのニーズに合わせ、飛行場には圧縮空気を供給するAir Start Unit（ASU）と、電源を供給する地上動力装置Ground Power Unit（GPU）が設置されるようになった。取り回しの都合上ASUは起動車として、GPUは電源車として用意されており、必要に応じて機体の傍に移動しエンジン始動後には撤収する。規模の大きい空港では駐機スペースに固定されていることもある。
APUは内蔵したバッテリで起動する場合が多いが、CH-53Eヘリコプターなどに搭載されているAuxiliary Power Plant（APP)では油圧アキュムレータが使用されている。
ガソリンのレシプロエンジンによるAPUは、1916年に Pemberton-Billing の P.B.31 Night Hawk Scout で初めて使われた。ガスタービンエンジンによるAPUを初めて搭載したジェット旅客機は1963年のボーイング727で、小さな地方空港でも地上施設に左右されず運用可能となった。
APUにはメインエンジンが不調の際の操作系統のための動力供給の役割もあり、ETOPSはAPUを重視している。緊急時において停止したエンジンの代わりに電力や圧縮空気の供給を担うためである。ETOPS規格に準拠する APUはあらゆる高度で飛行中に始動できなければならない。近時適用されるETOPSでは43,000ft の高度における完全な低温曝露状態から始動可能であるべきと要求されている。APUやその発電機が使えない場合は、その航空機はETOPS飛行を行なうことはできず、空港近傍のみを通るより長いルートを取らざるを得ない。なお、航空機の飛行中には始動できないAPUもある。
現代のジェット旅客機では後部に搭載されることが普通となり、多くの旅客機では尾部に排気管がある。
ほとんどの場合、APU は小型のガスタービンエンジンであり、その内部の圧縮機により圧縮空気が供給される。最近では、ロータリーエンジンを使う研究が始まっている。ロータリーエンジンは、普通のピストンエンジンよりもパワーウェイトレシオで優れている。
APUは作動時に騒音や大量の排気ガスを出す側面もある。このため、東京国際空港、成田国際空港、関西国際空港や中部国際空港ではAPUの使用が制限されており、日本国内のその他の空港でも地上動力装置への切り替えが進められ、地上施設や電源車から駐機中の航空機へ電気や冷暖房を供給するようになっている。
航空機のAPU市場は、ユナイテッド・テクノロジーズ社（子会社のハミルトン・サンドストランド社とプラット・アンド・ホイットニー・カナダ社）、ハネウェル社、クリーモフ設計局のシェアが大きい。

## 構造
典型的なガスタービン APU は、主に 3つのセクションから構成されている。
- 動力部
- 負荷圧縮機 (Load Compressor)
- ギアボックス

動力部はエンジンのガス生成機で、APU のすべての動力を生み出す。圧縮機は、一般にシャフトに取り付けられており、航空機のすべての空気圧を提供する。圧縮機への気流を制御する入口案内翼と、ターボ装置を安定させサージングフリーで運用させるためのサージ制御バルブの両装置も駆動する。エンジンの3番目のセクションはギアボックスで、エンジンのメインシャフトから電力用の油冷式発電機まで力を伝える。ギアボックスの内部では、燃料制御ユニットや潤滑油モジュールや冷却ファンなどのエンジン付属品にも力が伝えられている。さらに、APU を始動させるためのスターターモーターがギア装置を経由して接続されている。
グラスコックピットやフライ・バイ・ワイヤを採用した航空機は大量の電力が必要となる。ボーイング787は電力依存度が高いため、大きく重い発電機をAPUで駆動する。その代わりに圧搾空気の供給はAPUの役割から外され、簡素化が図られている。
パワー・バイ・ワイヤの場合、油圧が必要なのは降着装置のドアやキャノピーの開閉程度でよいため、APUは小数の低出力な油圧ポンプを駆動するだけで良い。

## 機能別の補助動力装置
軍用機ではエンジンの始動とエンジン停止時の電源、空気・油圧源を別に積んでいることがある。

### JFS

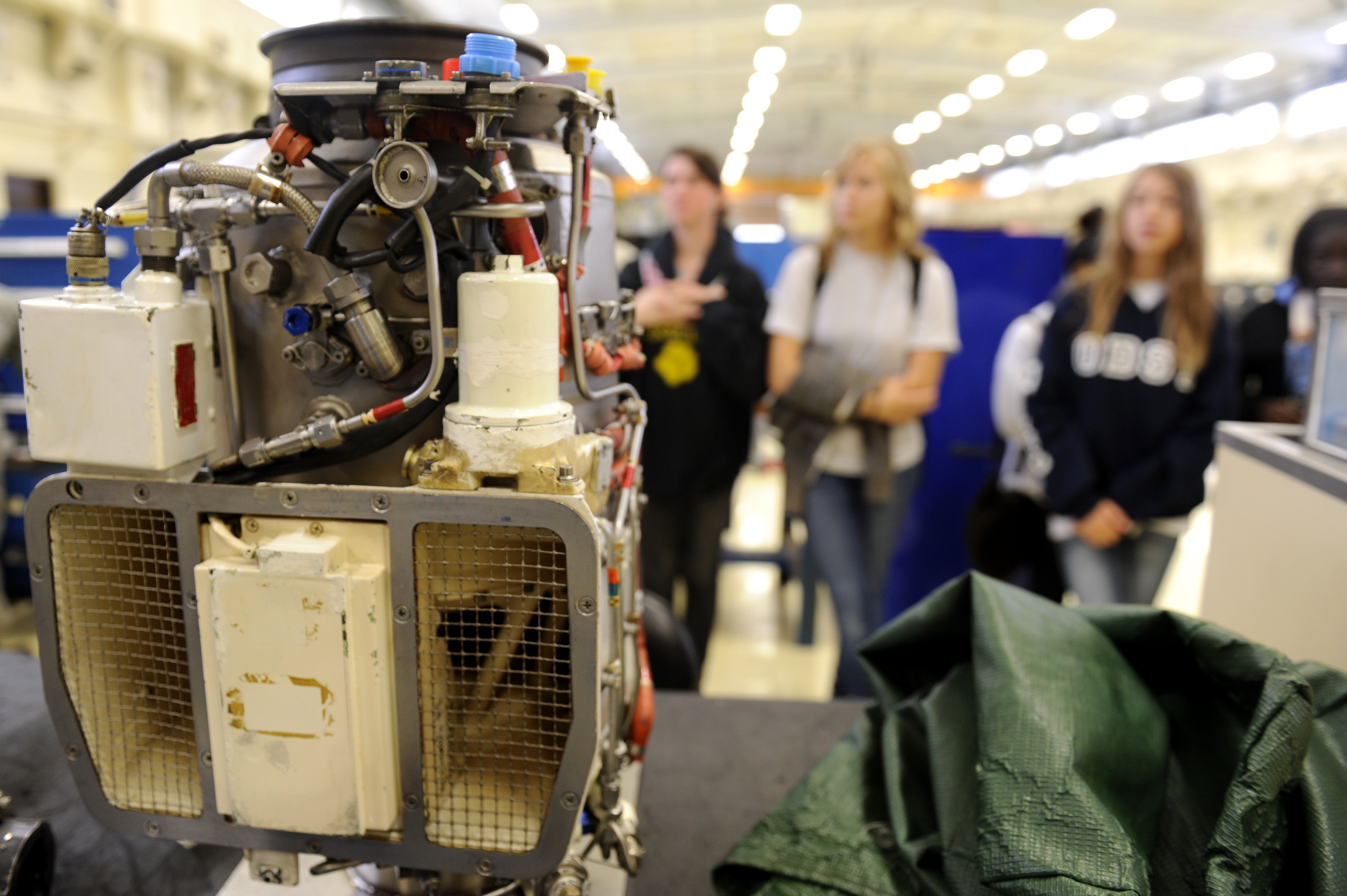
F-15のJFS

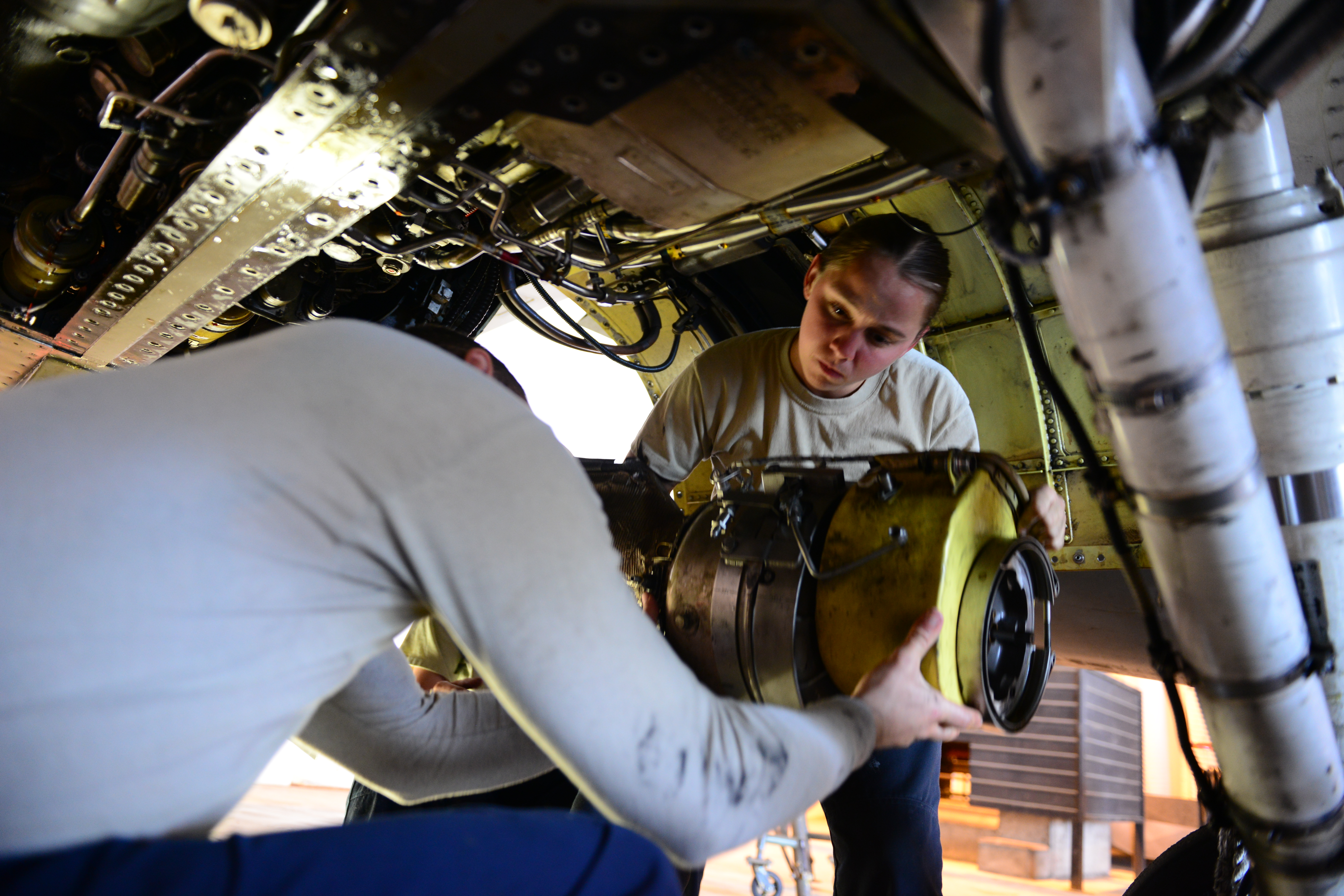
F-16のJFS

ジェットエンジンの始動のみを行うAPUはジェット燃料始動装置（JFS:Jet fuel starter）と呼ばれる。
アキュムレータで小型のターボシャフトエンジンを始動させ、ギアボックスを介して推進用のエンジンを始動させる。軽量化を優先するため出力は小さく、双発機の場合は1基ずつ始動させるためギアボックスで切り替えを行う。
航空機単独でエンジンを始動できるため、地上施設が破壊されてもスクランブルが必要な戦闘機に採用されており、F-15は設計段階から単独でのエンジン始動が要求されていた。一部の機種は、故障に備え人力でも起動できるように外部からクランクなどを差し込める機構を備えている。
役割はエンジンの始動のみであるため、飛行に必要な電源や油圧などは別途必要となる。F-15は電源・油圧の供給用としてAPUも備えており、こちらからエンジンを始動させることもできる。

### EPU
メインエンジン停止時に電力や油圧を得るAPUは非常用電源装置 (EPU:Emergency power Unit) と呼ばれる。ヒドラジン水溶液などを触媒で反応させ、発生したガスでタービンエンジンを始動し電力と油圧を得る。ジェットエンジンを始動するほどの出力は得られないが、ガスタービンよりも始動が早いため危険な飛行が多い戦闘機への搭載が進んでいる。
F-16では70%のヒドラジン水溶液を燃料として積載しているが、取り扱いに細心の注意が必要であるため、F-16をベースとしたF-2ではジェット燃料を使うタイプが採用された。

## 航空機以外

### 車両
第二次世界大戦で用いられたドイツのIV号戦車は、主エンジンとは別に、砲塔旋回モーターのための発電用補助エンジンを搭載していた。現代の戦車などはベトロニクスの消費電力が大きいため、メインエンジンは動力専用とし、電子機器への動力供給用にAPUを搭載する例もある。フランスのルクレールはディーゼルとガスタービンの複合機関を採用しており、ガスタービンは補助動力装置として独立して作動させることができる。アメリカのM1エイブラムス戦車は採用したガスタービンエンジンの燃費が極めて悪いため、アメリカ陸軍では停車時の電力供給を目的に補助動力装置（APU）を外付けで搭載するようにした。日本の10式戦車は小型ディーゼルエンジンを補助動力装置として搭載しており、吸気口は下を向いて取り付けられている。インドはT-72とT-90S用の補助動力装置を調達した。ロシアのT-90MはRWSの搭載、砲安定装置の電動化などで電力消費量が増えたため補助動力装置として単気筒ディーゼルエンジンを搭載している。

### 宇宙船
スペースシャトルの運航では、APU は機能維持の面で特に重要である。航空機の APU とは異なり、電力ではなく油圧を供給するためである。スペースシャトルには、ヒドラジンを燃料とする APU が3台に冗長化され搭載されている。これらは、離陸上昇時と、大気圏再突入後の着陸時にしか使われない。離陸上昇時には、エンジンのジンバル制御と操縦翼面に油圧を供給する。着陸時には、操縦翼面とブレーキを駆動する。APU が 1つでも動作していれば着陸は可能で、実際、STS-9 ではコロンビアの 2つの APU から発火したが着陸に成功した。